# 강봉수 (야구 선수)
강봉수(姜奉秀, 1971년 12월 9일 ~ , 서울)은 전 KBO 리그 LG 트윈스의 투수였다. 프로 은퇴 후에는 충암고등학교 야구부 감독을 거쳐 홍익대학교에서 야구부 코치를 맡고있다.

## 출신 학교
- 중앙대학교